# Kaiser-Karl-Schule (Itzehoe)
Die Kaiser-Karl-Schule (KKS) in Itzehoe ist ein städtisches Gymnasium für Jungen und Mädchen, in dem ca. 850 Schülerinnen und Schüler von rund 65 Lehrkräften unterrichtet werden. Schuldirektorin ist Regina Hübinger. In der KKS besteht ein vielfältiges Angebot an Arbeitsgemeinschaften, wie das einer international tätigen Theater-AG, einer Basketball-AG, einer Kunst-AG und einer Volleyball-AG. Die Kaiser-Karl-Schule ist Stützpunktschule des Enrichment-Verbundes Steinburg und trägt unter anderem den Titel der Europaschule und Kulturschule.

## Gebäude
Die im Zentrum Itzehoes gelegene Schule besitzt einen Altbau mit Lehrerzimmer und Klassenräumen, sowie der Aula, einen Neubau für die Orientierungsstufe mit den Klassen 5 und 6, ein naturwissenschaftliches Gebäude für die Biologie und die Chemie, welches mit der Klosterhofschule Itzehoe geteilt wird, zwei Sporthallen und die sogenannten Pavillons für die Klassenstufen 10 bis 12. Ein Erweiterungsbau mit Mensa und neuen Physik- und Informatikräumen sowie einem MakerSpace wurde im April 2012 fertiggestellt.

## Geschichte
Die Schule wurde 1866 als Städtische Evangelische Realschule gegründet und bereits 1869 als Höhere Bürgerschule anerkannt. 1903 bis 1909 fand ein Ausbau zum Reform-Realgymnasium mit Realschule statt. 1909 wurden die ersten Abiturzeugnisse vergeben. 1910 wurde der Name Kaiser-Karl-Schule genehmigt. 1920 übernahm der Staat die Schule, seit 1982 ist sie allerdings wieder städtisch. 1955 begann man in einer Ruderriege zu rudern. Die Schule hatte ihre Boote (zwei Gig-Riemen-Vierer) in einem kleinen Schuppen auf den Störwiesen untergebracht. Dieser wurde 1972 aufgegeben und die Boote im Bootshaus des Itzehoer Ruderclub von 1966 untergebracht.

## Mediales Interesse
Im Jahr 2010 drehte die Satiresendung Extra3 einen Beitrag über eine neue Lichtanlage der Schule. Diese war mit Bewegungs- und Lichtsensoren ausgestattet, hatte aber keine Lichtschalter. So waren die Lampen in den Klassenräumen nicht bei Bedarf an- oder ausschaltbar. Die Kosten beliefen sich auf 400.000 Euro.

## Theatergruppe
Die Theatergruppe der KKS wurde vor mehr als 40 Jahren von Doris Brandt-Kühl gestartet und wird immer noch von ihr geführt. Bis zur Premiere 2004 wurde das Theaterstück Ein Sommernachtstraum von William Shakespeare geprobt, das am 23. Mai 2014 zum letzten Mal aufgeführt wurde. Im Sommer 2014 reiste die Gruppe mit der englischsprachigen Version des Theaterstücks in die USA und hatte dort große Erfolge zu verzeichnen. Am 8. Februar 2008 wurde im theater itzehoe die Premiere der Eigenproduktion Nördlich des Polarkreises liegt Hamarøy gefeiert. Im Februar 2009 spielte die Theatergruppe Der Kick, ein modernes Stück über einen Neonazi-Vorfall in Brandenburg 2002. Am 13. Februar 2010 fand mit großem Erfolg die Premiere des Stückes Was ihr wollt von William Shakespeare statt. 2013 führte die Theatergruppe 1,2,3 auf. 2014 tourte die Gruppe durch die USA im Raum Michigan. Als nächste Premiere folgte Extrem laut und unglaublich nah von Jonathan Safran Foer in einer Eigenproduktion am 6. Februar 2016 im theater itzehoe. Die Zweitaufführung fand am 20. Mai 2016 statt. Darauf folgte Die Banditen von Jacques Offenbach verfasst. Die Premiere fand am 11. Februar 2017 statt, es folgte eine zweite Aufführung am 13. Mai 2017, ebenfalls im theater itzehoe. Im Jahre 2018 ging die Theater-AG mit Die Banditen auf Englisch auf eine weitere USA-Tournee in Zusammenarbeit mit dem Blue-Lake Fine Arts Camp Michigan (in den Orten Middleville, Linden, Sebewaing, Freeport). Den Abschluss bildeten drei Tage in Chicago mit der gesamten Gruppe. 2019 besuchten amerikanische Musiker im Austausch mit dem Blue Lake Fine Arts Camp vom 22. bis 25. Juni Itzehoe und gaben am 24. Juni ein Konzert im theater itzehoe. Kurz vor Beginn der Corona-Pandemie führte die Gruppe am 15. Februar 2020 Der Hauptmann von Köpenick auf. Zu einer zweiten Aufführung kam es wegen der Coronamaßnahmen nicht. Zuletzt führte die Theatergruppe das Stück „Sein oder nicht sein“ 2023 im Februar und Mai auf.

## Schülergenossenschaft
An der Kaiser-Karl-Schule wurde 2008 die genossenschaftlich organisierte Schülerfirma 4X-Tours gegründet, die Gruppenreisen für Schüler und Jugendliche organisiert. Die Schülerfirma wird unter anderem von der Ehemaligenvereinigung der Schule und der Volksbank Raiffeisenbank Itzehoe unterstützt und nahm unter anderem am Wettbewerb Deutscher Gründerpreis teil.

## Ehemaligenvereinigung
Im Jahr 1903 wurde von 13 ehemaligen Schülern der damaligen Realschule der Verein ehemaliger Schüler der Itzehoer Realschulen gegründet. 1922 wurde der Name der Vereinigung in die bis heute geltende Form Vereinigung ehemaliger Kaiser-Karl-Schüler geändert und in das Vereinsregister eingetragen. Die Vereinigung besitzt (Stand 2009) über 1.300 Mitglieder.
Ziel der Vereinigung ist die Aufrechterhaltung der Verbindungen zwischen den ehemaligen Schülerinnen und Schülern, den Lehrkräften, der KKS und der Stadt Itzehoe. Die Vereinigung unterstützt im Jahr ca. 5 bis 8 Jahrgangs- bzw. Klassentreffen. Besondere Veranstaltungen wie Schultheater, Schüleraustausch, Klassenfahrten u. a. werden finanziell unterstützt.
Regelmäßige Treffen finden jeweils am Gründonnerstag (Hauptversammlung) jedes Jahres statt. Seit 1922 wird durch die Vereinigung ein Mitteilungsblatt für die Mitglieder und Schüler der KKS herausgegeben, in dem Zuschriften der Mitglieder, Berichte über die Schule, Kontaktadressen und Familiennachrichten veröffentlicht werden. Seit 2005 stehen diese Informationen für Mitglieder auch über das Internet zur Verfügung.

## Persönlichkeiten

### Schüler
- Thomas Carstens (1881–1926), Politiker der Schleswig-Holsteinischen Landespartei, Offizier, Logenmeister und Großgrundbesitzer
- Kurt Gudewill (1911–1995), Musikwissenschaftler und Hochschullehrer (Abitur 1929)
- Karl-Emil Schade (1927–2007), Pfarrer und Bibelübersetzer
- Bazon Brock (* 1936), emeritierter Professor für Ästhetik und Kulturvermittlung, Künstler und Kulturtheoretiker
- Lothar Brock (* 1939), deutscher Politologe
- Friedel Anderson (* 1954), deutscher Maler
- Peter Longerich (* 1955), Zeithistoriker
- Jörn Thießen (* 1961), SPD-Politiker (Abitur 1981)
- Britta Reimers (* 1971), Landwirtin und ehem. MdEP für die FDP (Abitur)

### Lehrer
- Edgar Rabsch (1892–1964), Musikpädagoge und Komponist (Studienrat)
- Klaus Lange, Kapitän der Handballnationalmannschaft bei den Olympischen Spielen 1972 in München (ehemaliger Direktor)
- Malte Krüger (* 1993), MdL für Bündnis 90/Die Grünen (* 2022)